# Фонтана, Франко
Франко Фонтана (итал. Franco Fontana; род. 9 декабря 1933, Модена) — итальянский фотограф. Получил мировое признание благодаря ярким минималистичным пейзажам.

## Биография
Франко Фонтана родился в итальянском городе Модена 9 декабря 1933 года. Начал плотно заниматься фотографией в 1961 году. Журнал «Popular Photography» опубликовал его первые работы, а в 1970 году Фонтана опубликовал свою первую книгу «Город Модена». В 1970-х гг. наиболее важными предметами для его съёмок стали пейзажи, которые Фонтана сводил до абстрактных конструкций. Помимо своей фотографической деятельности Франко сделал себе имя ещё и как организатор международного фотофорума в Сан-Марино.